# Мартін Фрімен
Мартін Джон Крістофер Фрімен (англ. Martin John Christopher Freeman; нар. 8 вересня 1971, Олдершот, графство Гемпшир, Велика Британія) — британський кіноактор. Здобув широку популярність завдяки участі у фільмі «Автостопом по галактиці», ролі доктора Ватсона у телесеріалі BBC «Шерлок», а також ролі Більбо Торбина в кінотрилогії «Гобіт».

## Життєпис
Народився у місті Олдершот, в англійському графстві Гемпшир. Був наймолодшим після трьох старших братів і сестри в сім'ї Джеффрі, морського офіцера, і Філомени Р. Норіс. Батьки розлучилися, і до семи років Мартін жив разом з батьком. Коли батько помер від серцевого нападу, він повернувся жити до матері. З дев'яти до чотирнадцяти років виступав у складі британської національної команди із гри в сквош.
Фрімен закінчив середню римо-католицьку школу в місті Чертсі в Сурреї, після чого навчався в Центральній школі сценічної мови та драматичного мистецтва в Лондоні, одному з найвідоміших художніх вищих навчальних закладів Великої Британії. Його випускниками були такі актори, як Лоуренс Олів'є, Джуді Денч, Ванеса Редгрейв, Камерон Макинтош, Гаель Гарсія Берналь. З 15 років грав у молодіжному театрі, але вирішив стати актором тільки через пару років

## Кар'єра

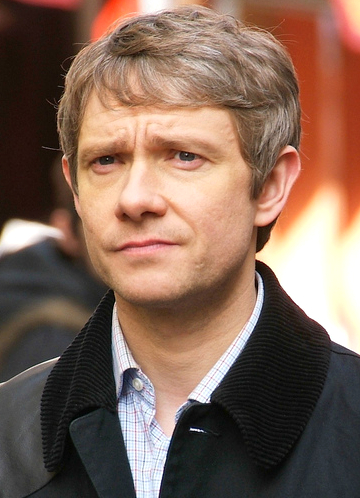
Мартін Фрімен у 2011 році, під час фільмування телесеріалу «Шерлок»

Одна з найпомітніших ролей Мартіна Фрімена — Тім Кентербері в комедійному серіалі «Офіс» (2001—2003). За цю роль актор отримав дві номінації на престижні премії: British Comedy Award і BAFTA TV Award. Також він зіграв головні ролі у ситкомі «Hardware» (2003—2004), телесеріалі «Робінсон». Також він знявся в епізодах серіалів «Це життя» (1997), «Книжковий магазин Блека» (2000) та у фільмі «Реальна любов» (2003). Крім різних комедійних ролей Фрімен зіграв і кілька серйозних драматичних, найзначніша — лорд Шафтсбері в історичному мінісеріалі BBC «Останній король» (2003).
Фрімен знімався в епізоді фільму «Круті фараони» (2007), сценарій до якого написали автори фільму «Зомбі на ім'я Шон» Саймон Пегг і Едгар Райт. В «Зомбі на ім'я Шон» у нього була невелика роль без слів — бойфренда Івонн, Деклана. Він грав головну роль у фільмі 2007 року «Всі разом» (режисер і сценарист Гевін Клекстон).
Також він з'являється у відео каверу Faith No More на пісню «I Started a Joke». Знімався в декількох передачах на BBC 6 Music. У травні 2009 року зіграв у комедії «Хлопець зустрічає дівчину» — чотирисерійному мінісеріалі, який розкриває зміна героїв Вероніки і Денні після того, як вони помінялися тілами.
З 2010 року Фрімен фільмується у ролі доктора Ватсона в серіалі «Шерлок», сучасної екранізації детективних оповідань про Шерлока Голмса на BBC. Ця роль принесла акторові премію BAFTA у 2011 році. Фрімен вважався першим претендентом на головну роль у фільмі «Гобіт» Пітера Джексона, хоча стверджувалося, що зйомки в «Шерлока» можуть завадити цьому. 22 жовтня 2010 стало відомо, що він офіційно затверджений на роль молодого Більбо Беггінса.

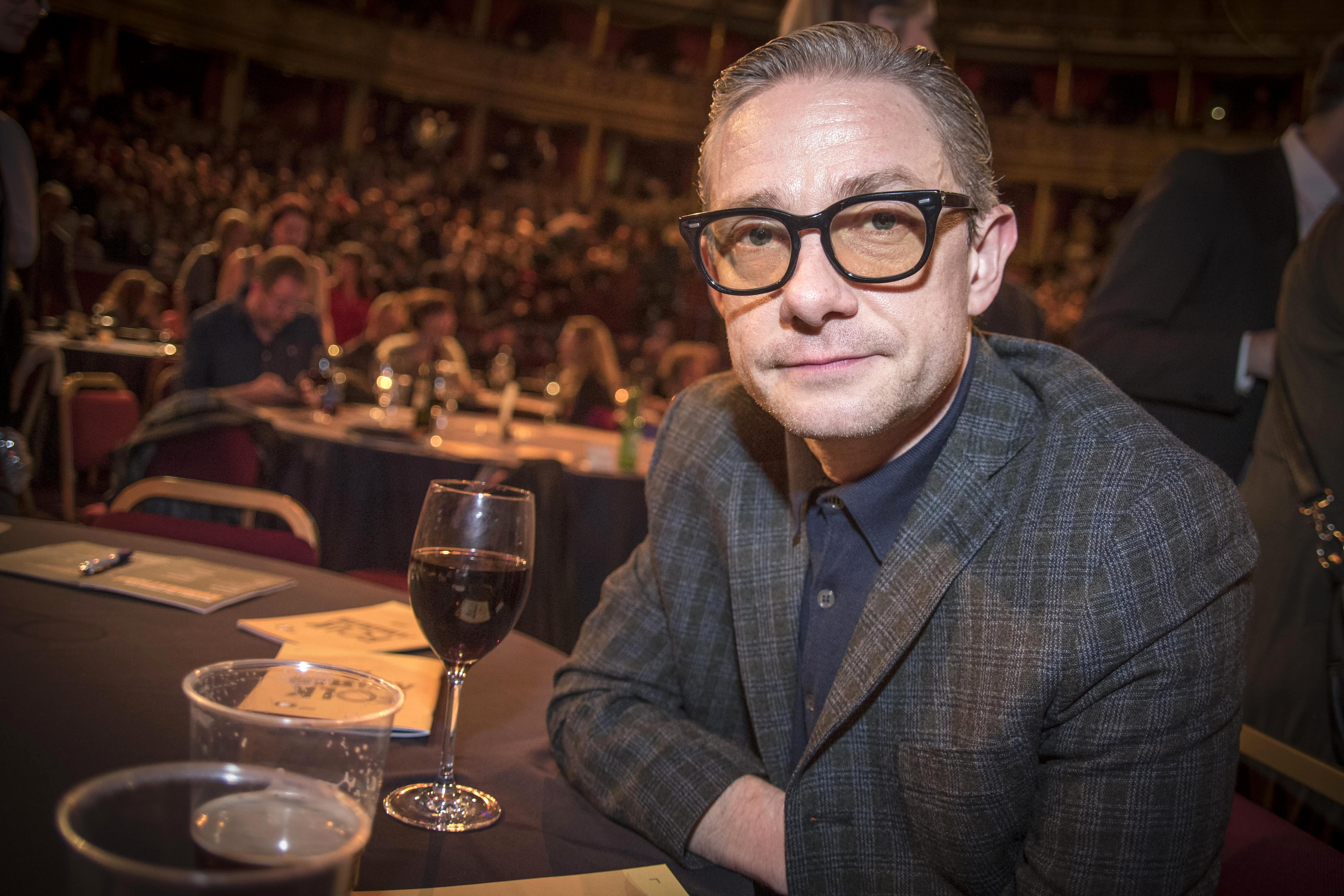
Фрімен у квітні 2016 року

У травні 2015 стало відомо, що Мартін Фрімен приєднається до Кінематографічного всесвіту Marvel. Він братиме участь у фільмі «Перший месник: Протистояння», прем'єра якого запланована на 6 травня 2016 року. В інтерв'ю на Giffoni Film Festival 2015 Фрімен розповідає про те, що його персонаж працює на американський уряд, а також зауважує, що до кінця незрозуміло, позитивний це персонаж чи ні, частково саме тому Мартіну подобається ця роль.
У 2017 році Фріман знявся у фільмі «Тягар», прем'єра якого відбулася на кінофестивалі в Аделаїді 6 серпня 2017 року. Фільм є повнометражним рімейком однойменного короткометражного фільму 2013 року. Згодом того ж року він з'явився разом з Темзін Ґреґ у «Праця любові» (Labor of Love), політичній комедії Джеймса Грема, в театрі Noël Coward. «Праця любові» показує як еволюцію Лейбористської партії Великої Британії за останні десятиліття, так і її присутність у згуртованій громаді Ноттінгемширу. Фріман зображує вигаданого лейбористського депутата Девіда Лайонса, чиї модернізаційні ідеї зіштовхують його з традиційним лівим агентом виборчого округу Джин Віттакер (Грейг).
У 2018 році він повторив свою роль Еверетта К. Росса у фільмі «Чорна пантера», дія якого розгорталася приблизно через два тижні після події у фільмі «Капітан Америка: Громадянська війна», що робить його другу появу в кінематографічному всесвіті Marvel. У період з травня 2017 року по липень 2019 року Фрімен знімався в численних рекламних роликах Vodafone.
У червні 2018 року Фрімен був учасником драми BBC Wales «Забезпечити всіх людей», присвяченої 70-річчю Національної служби охорони здоров'я.
З березня 2020 року Фрімен знімався в комедійному серіалі FX/Sky One «Селекціонери». Фрімен також є творцем і виконавчим продюсером серіалу. 18 травня 2020 року FX і Sky One продовжили Breeders на другий сезон.

## Особисте життя
Мартін Фрімен був у шлюбі з англійською акторкою Амандою Аббінґтон, з якою познайомився на зйомках телефільму «Men Only» у 2000 році. Вони також знялися разом у фільмах «Збираючи уламки», «Борг», «Робінсон» і комедії «Всі разом». У них двоє дітей: син Джо, який народився у 2005 році, і дочка Ґрейс, яка народилася у 2009 році. 22 грудня 2016 року подружжя оголосило про розлучення. "Ми з Амандою більше не разом, але ми дуже хороші друзі. Я завжди буду любити й поважати Аманду ", — сказав актор в інтерв'ю для Financial Times.

## Фільмографія
| Рік       |    | Українська назва                | Оригінальна назва                         | Роль                       |
| --------- | -- | ------------------------------- | ----------------------------------------- | -------------------------- |
| 1997      | ф  | Це життя                        | This Life                                 | Стюарт                     |
| 1998      | ф  | Я тільки хочу поцілувати тебе   | I Just Want to Kiss You                   | Френк                      |
| 1998      | ф  | Нещасний випадок                | Casualty                                  | Рікі Бек                   |
| 1998      | ф  | Збираючи частини                | Picking up the Pieces                     | Брендан                    |
| 2000      | ф  | Карти, гроші…                   | Lock, Stock…                              | Яап                        |
| 2000      | ф  | Борець                          | Bruiser                                   | різні персонажі            |
| 2000      | с  | Книгарня Блека                  | Black Books                               | Лікар                      |
| 2000      | ф  | Низький Власний                 | The Low Down                              | Соломон                    |
| 2001      | ф  | Тільки чоловіки                 | Men Only                                  | Джеймі                     |
| 2001      | ф  | Світ Пабу                       | World of Pub                              | різні персонажі            |
| 2001—2003 | с  | Офіс                            | The Office                                | Тім Кентербері             |
| 2002      | ф  | Алі Джі Індагаус                | Ali G Indahouse                           | Рікі Сі                    |
| 2002      | ф  | Гелен Вест                      | Helen West                                | DC Stone                   |
| 2002      | ф  | Лінда Ґрін                      | Linda Green                               | Мет                        |
| 2003      | тф | Марджері та Ґледіс              | Margery and Gladys                        | Стрінґер, детектив-сержант |
| 2003      | ф  | Реальна любов                   | Love Actually                             | Джон                       |
| 2003      | ф  | Останній король                 | Charles II: The Power & the Passion       | лорд Шафтсбері             |
| 2003—2004 | с  | Боєприпаси                      | Hardware                                  | Майк                       |
| 2004      | ф  | Зомбі на ім'я Шон               | Shaun of the Dead                         | Деклан                     |
| 2005      | ф  | Автостопом по галактиці         | The Hitchhiker's Guide to the Galaxy      | Артур Дент                 |
| 2005      | ф  | Робінзони                       | The Robinsons                             | Ед Робінзон                |
| 2006      | ф  | Вторгнення                      | Breaking and Entering                     | Сенді                      |
| 2006      | ф  | Конфетті                        | Confetti                                  | Мет                        |
| 2007      | ф  | Круті фараони                   | Hot Fuzz                                  | сержант Мет                |
| 2007      | ф  | Надобраніч                      | The Good Night                            | Гері Шеллер                |
| 2007      | ф  | Комедія вітрини                 | Comedy Showcase                           | Грег Уілсон                |
| 2007      | ф  | Таємниці «Нічної варти»         | Nightwatching                             | Рембрант                   |
| 2008      | ф  | Рембрант. Я звинувачую !        | Rembrandt's J'Accuse…!                    | Рембрант                   |
| 2009      | ф  | Хлопець зустрічає дівчину       | Boy Meets Girl                            | Дені Рід                   |
| 2009      | ф  | Свенгалі                        | Svengali                                  | Босс                       |
| 2009      | ф  | Мініатюризатори                 | Micro Men                                 | Кріс Каррі                 |
| 2009      | ф  | Божественне народження          | Nativity!                                 | Пауль Мадденс              |
| 2010      | ф  | Дика штучка                     | Wild Target                               | Гектор Діксон              |
| 2010—2017 | с  | Шерлок                          | Sherlock                                  | доктор Джон Ватсон         |
| 2011      | ф  | Секс по обміну                  | Swinging with the Finkels                 | Елвін Фінк                 |
| 2011      | ф  | Скільки у тебе?                 | What's Your Number?                       | Саймон                     |
| 2012      | ф  | Пірати! Банда невдах            | The Pirates! Band of Misfits              | Пірат з шарфом (озвучення) |
| 2012      | ф  | Хоббіт: Несподівана подорож     | The Hobbit: An Unexpected Journey         | Більбо Беггінс             |
| 2013      | ф  | Хоббіт: Спутошення Смауга       | The Hobbit: The Desolation of Smaug       | Більбо Беггінс             |
| 2013      | ф  | Кінець світу                    | The World's End                           | Олівер Чемберлен           |
| 2014      | ф  | Хоббіт: Битва п'яти воїнств     | The Hobbit: The Battle of the Five Armies | Більбо Беггінс             |
| 2014—2015 | с  | Фарґо                           | Fargo                                     | Лестер Найґард             |
| 2016      | ф  | Перший месник: Протистояння     | Captain America: Civil War                | Еверетт Росс               |
| 2017      | ф  | Історії примар                  | Ghost Stories                             | Майк Прідл / старший лікар |
| 2018      | ф  | Чорна Пантера                   | Black Panther                             | Еверетт Росс               |
| 2019      | ф  | Оперативник                     | The Operative                             | Томас                      |
| 2019      | ф  | Ода радості                     | Ode to Joy                                | Чарлі                      |
| 2022      | ф  | Чорна пантера: Ваканда назавжди | Black Panther: Wakanda Forever            | Еверетт Росс               |
| 2023      | с  | Таємне вторгнення               | Secret Invasion                           | Еверетт Росс               |
| 2024      | ф  | Дівчина Міллера                 | Miller's Girl                             | Джонатан Міллер            |

## Нагороди та номінації
Нагороди
- 2011 — BAFTA TV Award — Найкращий актор другого плану — «Шерлок»

Номінації
- 2002 — British Comedy Award — Найкращий комедійний актор — «Офіс»
- 2004 — Phoenix Film Critics Society Award — Найкраща гра акторського ансамблю (разом з іншими) — «Реальна любов»
- 2004 — BAFTA TV Award — Найкращий комедійна гра — «Офіс»
- 2012 — «Еммі» — Найкращий актор другого плану в мінісеріалі або фільмі — «Шерлок»